# Bellicourt
Bellicourt település Franciaországban, Aisne megyében. Lakosainak száma 561 fő (2022. január 1.). Bellicourt Bellenglise, Bony, Gouy, Hargicourt, Nauroy, Pontru, Pontruet és Villeret községekkel határos.

## Népesség
A település népességének változása:
| Lakosok száma | 624  | 640  | 664  | 643  | 634  | 614  | 602  | 600  | 587  | 561  |
|               | 1968 | 1982 | 1990 | 2006 | 2013 | 2015 | 2017 | 2019 | 2020 | 2022 |